# Perdus dans la tempête
Pour les articles homonymes, voir La Tempête.
Perdus dans la tempête (Lost Holiday: The Jim and Suzanne Shemwell Story) est un téléfilm de Noël américain réalisé par Gregory Goodell, diffusé le 8 décembre 2007 sur Lifetime.

## Fiche technique
- Scénario et réalisation : Gregory Goodell
- Société de production : Lifetime Pictures, TF1 International[2], Nomadic Pictures et Christmas Miracle Productions
- Durée : 90 minutes
- Pays :  États-Unis

## Distribution
- Dylan Walsh (VF : William Coryn) : Jim Shemwell
- Jami Gertz (VF : Claire Guyot) : Suzanne Shemwell
- Julia Maxwell (VF : Jessica Barrier) : Miranda Shemwell
- Brooklynn Proulx (VF : Laure Sabardin) : Taryn Shemwell
- Judith Buchan (VF : Maria Tamar) : Mary Ann
- Aaron Pearl (VF : Constantin Pappas) : Blake Thompson
- Alex Arsenault (VF : Fabrice Fara) : Keith
- Joe Norman Shaw (VF : Pascal Casanova) : le shérif Tierney
- Brian Martell (VF : Bertrand Arnaud) : Arnie
- Jacey Kenny (VF : Isabelle Giami) : Kate
- Barb Mitchell (VF : Martine Irzenski) : Deborah Markle
- David Haysom (VF : Luq Hamet) : l'adjoint
- Val Pearson (VF : Hélène Bizot) : l'infirmière
- Rainer Kahl (VF : Bruno Forget) : l'adjoint no 2

 Source et légende : version française (VF) sur RS Doublage et selon le carton du doublage français télévisuel.